# John Barleycorn
John Barleycorn ist in englischsprachigen Ländern eine spöttische, meist verharmlosende Bezeichnung für Alkohol.
Eine gleichnamige Ballade des schottischen Dichters Robert Burns aus dem Jahr 1782 beschreibt, wie die Gerste (englisch barley) als Korn in die Erde gebracht wird und schließlich in verarbeiteter Form als Whisky im Glas landet. Das Gedicht geht auf ein altes Volkslied zurück, das schon im 16. und 17. Jahrhundert nachgewiesen ist. 
John Barleycorn ist auch der Titel eines 1913 veröffentlichten autobiographischen Romans von Jack London. Der Roman erschien ins Deutsche übersetzt unter dem Originaltitel und unter dem Titel König Alkohol. London benutzt den Namen John Barleycorn als die Personifikation des Alkohols und beschreibt eindringlich, wie sehr ihn die Alkoholabhängigkeit beherrschte und sein Wesen veränderte.
Im Jahr 1979 brachte die amerikanische Literaturzeitschrift Atlantic Monthly  einen Vorabdruck der Kurzgeschichte von T. C. Boyle mit dem Titel John Barleycorn Lives heraus. In dieser setzt sich der Autor in satirischer Erzählweise mit der Geschichte der Prohibition und der Rolle der damals führenden Protagonisten (hier: Carry A. Nation, einer Führerin der Abstinenzbewegung in den USA gegen Ende des 19. Jahrhunderts) auseinander.
Ein Album der britischen Band Traffic trägt den Titel John Barleycorn Must Die und enthält eine Bearbeitung des Volkslieds. Die Folkrockband Steeleye Span veröffentlichte 1972 ihre Version des Lieds auf dem Album Below the Salt, die Folkrockband Fairport Convention Versionen des Songs auf den Alben Tipplers Tales (1978) und 25th Anniversary Concert (1992). Eine weitere musikalische Bearbeitung stammt von Jethro Tull und ist auf der CD A Little Light Music aus dem Jahr 1992 zu finden.
Die Oldenburger Folkrock-Gruppe Lack of Limits hat auf dem Album Geigentanz ein Lied über John Barleycorn veröffentlicht, ebenso Subway to Sally ein Lied mit dem Titel „Barleycorn“. Die Gruppe Lausitz Blues mit Igor Flach hat eine Version mit deutschem Text herausgebracht.